# ヤーリ・フィルム・グループ
ヤーリ・フィルム・グループ（Yari Film Group Releasing）は、ボブ・ヤーリが2002年に設立した、アメリカ合衆国の映画製作会社。
2008年、ヤーリが破産申請した。会社更生法を申請した2009年3月以降は、ごく少数の映画製作などを行っている 。

## 参加作品

### 2006
- コネクション マフィアたちの法廷 Find Me Guilty
- ヘイヴン 堕ちた楽園 Haven
- 幻影師アイゼンハイム The Illusionist
- w:Winter Passing

### 2007
- イーブン・マネー Even Money
- w:The Final Season
- デスティニー 未来を知ってしまった男 First Snow
- 恋愛上手になるために The Good Night
- マンハッタン恋愛セラピー w:Gray Matters
- w:Kickin' It Old Skool
- サミュエル・L・ジャクソン in ザ・チャンプ 伝説のファイター w:Resurrecting the Champ
- w:Shortcut to Happiness
- w:The Perfect Holiday

### 2008
- ミッシング 〜消された記憶〜 The Girl in the Park
- My Father's Will
- ザ・クリミナル 合衆国の陰謀 Nothing But The Truth

### 2009
- New York 結婚狂騒曲 en:The Accidental Husband
- 処刑教室 Assassination of a High School President
- シャッフル2 エクスチェンジ Possession
- ザ・バッド en:The Maiden Heist

### 2012
- ガンズ・アンド・ギャンブラー

### 2015
- Papa: Hemingway in Cuba